# Сатай (Узункольський район)
Сата́й (каз. Сатай) — село у складі Узункольського району Костанайської області Казахстану. Адміністративний центр та єдиний населений пункт Сатайської сільської адміністрації.
Населення — 609 осіб (2021; 628 у 2009, 665 у 1999, 887 у 1989).
До 2019 року село називалось Суворово.